# Chezhan (köpinghuvudort i Kina, Henan Sheng, lat 34,40, long 116,02)
Chezhan (kinesiska: 车站, 车站镇) är en köpinghuvudort i Kina. Den ligger i provinsen Henan, i den centrala delen av landet, omkring 220 kilometer öster om provinshuvudstaden Zhengzhou. Antalet invånare är 47 026. Befolkningen består av 23 695 kvinnor och 23 331 män. Barn under 15 år utgör 18,0 %, vuxna 15-64 år 72 %, och äldre över 65 år 8,0 %.
Runt Chezhan är det tätbefolkat, med 709 invånare per kvadratkilometer. Det finns inga andra samhällen i närheten. Trakten runt Chezhan består till största delen av jordbruksmark.
Genomsnittlig årsnederbörd är 945 millimeter. Den regnigaste månaden är juli, med i genomsnitt 207 mm nederbörd, och den torraste är januari, med 9 mm nederbörd.